# نهر نيمبو (مبا)
نهر نيمبو (مبا) هو نهر في كاليدونيا الجديدة. تبلغ مساحته 85 كيلومترًا مربعًا. 

## أنظر أيضا
- قائمة أنهار كاليدونيا الجديدة